# Tom Clancy’s Ghost Recon Breakpoint
Tom Clancy’s Ghost Recon Breakpoint — компьютерная игра в жанре тактического шутера, разработанная компанией Ubisoft Paris и изданная Ubisoft. Игра была анонсирована 9 мая и вышла 4 октября 2019 года для платформ Windows, PlayStation 4 и Xbox One. Игра является одиннадцатой частью франшизы и является повествовательным продолжением Tom Clancy’s Ghost Recon Wildlands.

## Сеттинг
Действие игры разворачивается в 2025 году, через шесть лет спустя после событий Wildlands и один год после событий Future Soldier. Действие разворачивается на острове Ауроа на юге Тихого океана, принадлежащем миллиардеру и филантропу Джейсу Скеллу — основателю и владельцу «Skell Technology». Компания, являющаяся Голубой фишкой, занята производством дронов в коммерческих целях и разрабатывает технику для правительства США в качестве военного подрядчика. Skell приобрёл остров для создания на нём центра «World 2.0» для развития технологий искусственного интеллекта. Ауроа состоит из нескольких индивидуальных биомов, представляющих собой различные природные зоны.
Главным антагонистом игры является бывший оперативник отряда «Призраков» Коул Д. Уокер (Джон Бернтал). После того, как его команда была убита во время миссии в Боливии, он пришёл к выводу, что правительство США не ценит жизни своих солдат. Частный военный подрядчик Sentinel захватил остров под руководством Уокера, также имеющего собственный отряд солдат.

## Сюжет
Действие игры разворачивается в открытом мире — на вымышленном острове под названием Ауроа в Тихом океане. Игрок берет на себя роль «Призрака» Номада, отправленного на остров для расследования серии беспорядков, связанных с технологией военных разработок Skell.

## Рецензии
| Сводный рейтинг    | Сводный рейтинг                        |
| Агрегатор          | Оценка                                 |
| ------------------ | -------------------------------------- |
| GameRankings       | - (XONE) 60,83 % - (PS4) 57,04 %       |
| Metacritic         | (PC) 58/100 (PS4) 55/100 (XONE) 63/100 |
| Иноязычные издания |                                        |
| Издание            | Оценка                                 |
| Destructoid        | 3/10                                   |
| EGM                | [ 9 ]                                  |
| GameSpot           | 4/10                                   |
| IGN                | 6,0/10                                 |
| PC Gamer (US)      | 40/100                                 |

Tom Clancy’s Ghost Recon Breakpoint получила среднюю или смешанную оценку агрегатора рецензий Metacritic. Игра подверглась критике за дизайн миссий, персонажей, диалоги и микротранзакции.
За первые две недели продаж на всех платформах было продано только 90 тыс. копий игры.